# Türke (Hannover)
Türke (auch Türcke oder Turke) war jahrhundertelang der Name einer Kaufmannsfamilie in Hannover, die mehrere Bürgermeister stellte. Die Familie zählte ähnlich wie die Adelsgeschlechter derer von Anderten und von Windheim oder das Patriziergeschlecht Volger zu den angesehenen Familien Hannovers, ähnlich wie die späteren Hübschen Familien.

## Geschichte
Schon seit circa 1300 waren die Türkes in Hannover nachweisbar. 1308 wurde ein „consul Thidericus Tureke“ erwähnt.
An Bürgermeistern sind bezeugt:
- 1390–1401: Johann Türke;[1]
- 1423–1440: Diderik Türke;[1]
- 1654–1678: Georg Türke (* August 1593 in Hannover; † 24. März 1678 ebenda).[1] 1622 bis 1624 errichtete der Ratsmaurermeister Joachim Pape für Georg Türcke und seinen Schwiegervater Ludolf von Anderten den Ursprungsbau des (später so genannten) Hauses der Väter an der Leinstraße nahe der Mühlenstraße.[2] Georg(ius) (Türck)en war zugleich Jurist und Respondent in Rostock.[6][7]

## Türckenchor
In der Marktkirche von Hannover wurde der nördlich gelegene Nebenchor als „Türckenchor“ bezeichnet, weil dort die Erbbegräbnisse der Familie Türke lagen. Der südliche Nebenchor wurde als Limburgischer Chor bezeichnet, da dort die Erbbegräbnisse der Familie Limburg eingerichtet worden waren.

## Türkstraße
- Die 1861 im hannoverschen Stadtteil Nordstadt angelegte Türkstraße wurde nach der Ratsfamilie benannt.[9]